# Campionati mondiali di sollevamento pesi 2027
I Campionati mondiali di sollevamento pesi 2027 saranno la 92ª edizione maschile e la 35ª femminile della manifestazione e si svolgeranno a Erevan, in Armenia, nel 2027. Saranno validi come torneo di qualificazione ai Giochi della XXXIV Olimpiade di Los Angeles del 2028.
L'impianto dove si svolgerà la manifestazione sarà il Complesso Karen Demircian, dalla capacità di 8 800 spettatori, che ha già ospitato i campionati europei del 2023. Sarà la prima volta che l'Armenia ospiterà un'edizione dei campionati mondiali. La scelta della sede si è svolta a Phuket, in Thailandia, il 29 marzo 2024, contestualmente alla decisione sulla sede dei mondiali del 2028, che si disputeranno a Caracas in Venezuela.